# Grace Mary Crowfoot

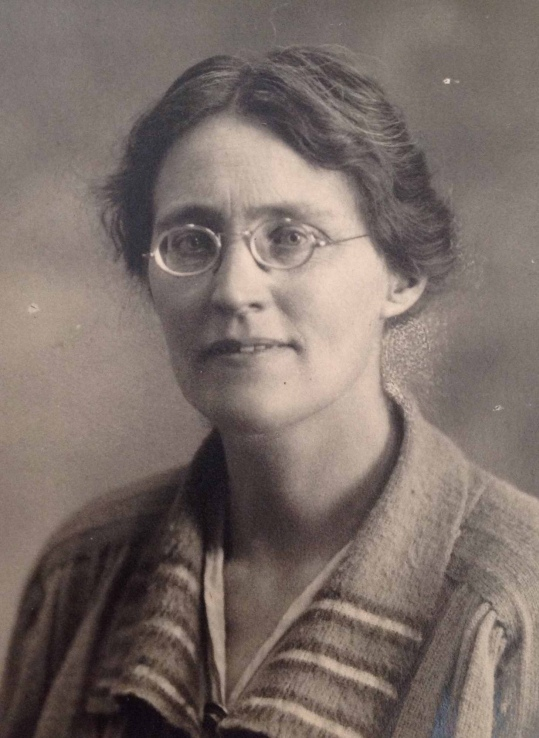
Grace Mary Crowfoot

Grace Mary Crowfoot (geborene Hood; * 1879 in Nettleham Hall, Lincolnshire; † 1957 in Geldeston, Norfolk) war eine britische Archäologin und Pionierin in der Erforschung archäologischer Textilien. Während eines langen und aktiven Lebens arbeitete „Molly“ – wie sie von Freunden, Familie und engen Kollegen genannt wurde – an zahlreichen Textilien aus Nordafrika, dem Mittleren Osten, Europa und den Britischen Inseln. Sie kehrte Mitte der 1930er Jahre nach England zurück, nachdem sie mehr als dreißig Jahren in Ägypten, Sudan und Palästina verbracht hatte. 1942 war sie Ko-Autorin eines Artikels zur „Tunic of Tutankhamun“ („Tunika des Tutanchamun“) und veröffentlichte kurze Berichte über Textilien aus dem anglo-sächsischen Schiffsgrab von Sutton Hoo in Suffolk (1951–1952).
Molly Crowfoot unterrichtete eine ganze Generation von Textil-Archäologinnen in Großbritannien, unter anderem Audrey Henshall und ihre Tochter Elisabeth, und entwickelte enge Kontakte mit Textil-Archäologen in Skandinavien wie Margrethe Hald, Marta Hoffman und Agnes Geijer. Zusammen begründeten sie ein neues Studienfach und stellten sicher, dass textile Überreste, die bei Ausgrabungen gefunden werden, seither zur Analyse konserviert werden, anstatt sie von den Metallen und anderen Objekten abzuwaschen, an welchen sie anhaften.

## Familie
Ihre älteste Tochter Dorothy war eine Chemikerin und Kristallographin, die 1964 den Nobelpreis für Chemie gewann; sie war mit dem den Afrikanisten Thomas Hodgkin verheiratet, der einen Nachruf auf seine Schwiegermutter veröffentlichte. Ihre zweite Tochter Joan (1912–2002) war Archäologin und arbeitete lange Jahre am Ashmolean Museum in Oxford.

## Leben

### Jugend 1879–1908
Grace Mary Hood wurde 1879 in Lincolnshire, England, geboren. Ihr Vater war Sinclair Frankland Hood von Nettleham Hall, Lincolnshire; ihre Mutter Grace die Tochter des Reverend Charles Trollope Swan, Rector von Welton le Wold, Lincolnshire. Grace Mary war die älteste von sechs Kindern, zwei Mädchen und vier Jungen. Die Familie Hood gehörte dem Landadel an und stammte ursprünglich aus Yorkshire. Ihr Neffe, Sinclair Hood, wurde ebenfalls ein bedeutender Archäologe.
Ihr Großvater, Reverend William Frankland Hood, sammelte ägyptische Antiken, die in einem zu diesem Zweck an das Hauptgebäude von Nettleham Hall angebauten Flügel ausgestellt wurden. Durch die Interessen der Familie kam sie mit vielen Archäologen in Kontakt, unter ihnen William Flinders Petrie. Mit dessen Frau Hilda verband sie eine lebenslange Freundschaft.
Dame Elizabeth Wordsworth bot Hood einen Platz an ihrem neu gegründeten Frauencollege in Oxford, Lady Margaret Hall, an. Mollys Mutter sah jedoch keine Notwendigkeit für Frauen, eine Universität zu besuchen, und lehnte das Angebot letztlich ab.
Mollys erste archäologische Entdeckungen machte sie 1908 bis 1909, als sie die prähistorischen Überreste in der Höhle von Tana Bertrand oberhalb von Sanremo an der italienischen Riviera ausgrub, wo ihre Familie sich oft aufhielt. Sie fand 300 Perlen und Zeichen früher Besiedlung. Die Arbeit wurde erst 1926 veröffentlicht.
Entschlossen, einen nützlichen Beitrag für die Gesellschaft zu leisten, absolvierte Molly 1908 eine Ausbildung zur Hebamme am Clapham Maternity Hospital bei Annie McCall in London. Die dort geknüpften Kontakte erwiesen sich später als von unschätzbarem Wert, als sie im Sudan lebte.

### Leben und Arbeit in Ägypten und dem Sudan
1909 heiratete Molly John Winter Crowfoot, den sie Jahre zuvor in Lincoln kennengelernt hatte. Er war inzwischen stellvertretender Bildungsdirektor im Sudan und sie zog mit ihm nach Kairo, wo ihre ältesten Töchter Dorothy, Joan und Elisabeth geboren wurden. Babikr Bedri, der die Crowfoots während ihrer Jahre im Sudan kennenlernte, bezeichnet Mrs. Crowfoot als „diese liebenswürdige, bescheidene, gebildete Dame“ („that gracious, unassuming, well-educated lady“).
Crowfoot lernte, Fotos zu machen, und diese illustrieren den ersten von mehreren botanischen Bänden, die sie während ihrer Jahre in Ägypten, Sudan und Palästina verfasste. In späteren Veröffentlichungen griff sie wieder auf eigene Strichzeichnungen zurück, da sie der Meinung war, dass Fotos die Details bestimmter Pflanzen und Blumen nicht genau genug und klar wiedergeben könnten. (Nach ihrem Tod wurden viele ihrer Feldzeichnungen von Wildpflanzen aus Nordostafrika und dem Nahen Osten in den Kew Gardens in London deponiert.)
1916 mitten im Ersten Weltkrieg, zogen Crowfoot und ihr Mann in den Sudan, weit weg von den Kämpfen und der Gesellschaft Kairos. In Khartum gab es nur wenige Weiße, und keine einzige Frau. Ihr Mann war für Bildung und Altertümer in der Region zuständig und wurde Direktor des Gordon College (heute Universität Khartum). Unterdessen tauchte Molly in das Leben der einheimischen Frauen jenseits des Nils in Omdurman ein.
Um mit ihnen ins Gespräch zu kommen, begann sie selbst mit dem Spinnen und Weben, was einen Großteil ihrer Zeit in Anspruch nahm, und sie wurde eine fähige Weberin, indem sie lernte, Stoff auf primitiven Webstühlen zu weben. Später veröffentlichte sie zwei Artikel zu diesem Thema. Auf Ersuchen von Flinders Petrie verglich sie diese Methoden mit dem Modell, das altägyptische Methoden des Spinnens und Webens illustrierte und das kürzlich in einem Grab der 11. Dynastie entdeckt wurde. Sie fand heraus, dass sich die Techniken und die Ausrüstung seit jener Zeit kaum verändert hatten.

#### Kampagne gegen weiblichen Genitalverstümmelung
Crowfoot lernte die sudanesischen Frauen kennen und verstand ihr Leben, indem sie ihr Handwerk lernte. Durch diese Kontakte erfuhr sie mit Entsetzen auch von der lokalen Tradition der weiblichen Genitalverstümmelung (Female Genital Mutilation, FGM), die im Sudan ihre schlimmste Form annahm: die Infibulation.
Sie reagierte immer schnell und überlegte, wie ein Außenstehender, jemand mit Bezug zur Kolonialregierung, am besten eingreifen könnte. 1921 nahm Molly an einem Abendessen mit dem britischen Generalgouverneur Sir Lee Stack teil, wo sie laut und eindringlich über FGM sprach, einen Brauch, von dem Beamte während ihrer dreijährigen Dienstzeit im Land vielleicht nie etwas erfahren würden. Wie Stack später einem Kollegen erzählte, war es ihm peinlich, dieses schockierende Thema beim Abendessen zu hören, aber Crowfoot ließ sich nicht zum Schweigen bringen. Diese Aktion führte 1921 zur Genehmigung, die Omdurman Midwifery Training School zu gründen, die erste derartige Einrichtung im Sudan. Ziel war es, lokale Hebammen auszubilden, die Geburtsbedingungen zu verbessern und gleichzeitig die Praxis der FGM zu bekämpfen. Als Leiterin der Schule berief Crowfoot zwei Mitschülerinnen aus ihrer Zeit in Clapham, die Hebammenschwestern „Bee“ und „Gee“ (Beatrice und Mabel) Wolff.

### Familienzusammenführung
Nach der Geburt ihrer vierten Tochter Diana und dem Ende des Ersten Weltkrieges kehrte sie mit ihrem Mann John einige Monate nach England zurück, wo sie mit ihren drei älteren Mädchen wiedervereinigt wurden und machten in einem Haus in Geldeston, Norfolk. Dort war die Familie in den nächsten sechzig Jahren zu Hause. Sie kehrten jedoch bald in den Sudan zurück.

### Leben und Arbeit in Palästina, 1926–1935
1926 wurde John Crowfoot zum Direktor der British School of Archaeology in Jerusalem ernannt. Während seiner Zeit in Britisch–Palästina leitete er eine Reihe großer Ausgrabungen in Samaria-Sebaste (1931–1933 und 1935), im Jerusalemer Ophel (1927) und in den Jahren 1928 bis 1930 in den frühchristliche Kirchen von Gerasa. Molly Crowfoot war für die Unterbringung und Verpflegung großer gemischter Gruppen vor Ort zuständig, zu denen Archäologen aus Großbritannien, Palästina und US-amerikanischen Universitäten gehörten. Sie und ihr Mann wurden für ihre diplomatischen und organisatorischen Fähigkeiten bewundert, die für den reibungslosen Ablauf dieser gemeinsamen Unternehmungen sorgten. Molly interessierte sich sehr für die Funde und gehörte zu den Autoren und Herausgebern der letzten drei großen Bände über Samaria-Sebaste.
Während ihres Aufenthalts in Jerusalem sammelte Molly Crowfoot mit ihrer Freundin Louise Baldensperger, deren Eltern als Missionare 1848 in dem Land niedergelassen waren, Volksmärchen. Gemeinsam verfassten sie From Cedar to Hyssop: A study in the folklore of plants in Palestine (1932), ein frühes Werk der Ethnobotanik.

### Aktiver Ruhestand

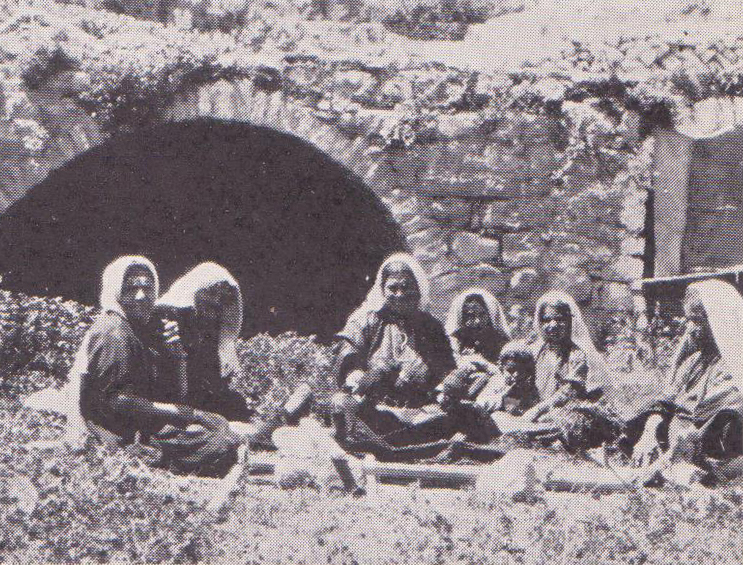
Sitt Hamdiya und Sitt Latifa aus Arṭās demonstrieren die Arbeit mit einem Grundwebstuhl zum Weben einer Hängematten-Wiege für Grace Crowfoot, ca. 1944

John und Molly Crowfoot kehrten Mitte er 1930er nach England zurück und erlebten gerade noch die Hochzeit ihrer beiden ältesten Töchter und die Geburt des ersten ihrer zwölf Enkelkinder.
Das Familienhaus in Geldeston, das „Old House“, hatte in den folgenden zwanzig Jahren viele Besucher. Einer davon war Yigael Yadin, der Sohn ihres Freundes und Mitarbeiters bei den Ausgrabungen in Samaria-Sebaste, des jüdischen Archäologen Eleasar Sukenik.
Molly Crowfoot interessierte sich bei ihren langen Sommerbesuchen in den 1920er und 1930er Jahren immer für die Aktivitäten im Dorf. 1925 gründete sie eine Ortsgruppe der Pfadfinderinnen (Girl Guides). Auch nach ihrem Ruhestand engagierte sie sich weiter und war nicht nur eine regelmäßige Kirchgängerin, sondern auch Kriegssekretärin der neuen Village Produce Association (Victory garden: „Digging for Victory“) und nach dem Krieg Vorsitzende der Labour Party.
1949 besuchte sie das House of Commons, als Fragen über die immer noch weit verbreitete FGM im Sudan aufgeworfen wurden. Crowfoot wandte sich an den Kolonialminister und die langjährige Labour-Abgeordnete Leah Manning, um sie über ihre Erfahrungen und Ansichten zu diesem Thema zu informieren. Ein völliges Verbot würde die Praxis lediglich in den Untergrund treiben, glaubte sie, und über zwei Jahrzehnte sorgfältiger Arbeit der Hebammenschule zunichtemachen, um ihre Häufigkeit und ihre schädlichen Auswirkungen unter sudanesischen Frauen zu reduzieren.
Ihre Tochter Elisabeth half ihr bei der Untersuchung und Analyse der zahlreichen Textilproben, die aus verschiedenen Ausgrabungen an das Old House geschickt wurden. Als Doyenne der Erforschung antiker nahöstlicher Textilien wurde Molly 1949 eingeladen, die Leinenumschläge der Schriftrollen vom Toten Meer zu untersuchen. Ein anschaulicher vorläufiger Bericht wurde 1951 veröffentlicht; eine vollständige Beschreibung und Analyse erschien 1955.
In ihren letzten Lebensjahren war Molly Crowfoot oft bettlägerig, da sie zunächst gegen Tuberkulose und später gegen Leukämie ankämpfte. Sie starb 1957 und ist zusammen mit ihrem Ehemann John neben dem Turm der Pfarrkirche St. Michael and All Saints in Geldeston begraben.

## Nachlass
Die unveröffentlichten Papiere von Molly Crowfoot über ihre Zeit in Ägypten, im Sudan und in Palästina sowie viele der Fotos, die sie damals machte, werden im Sudan-Archiv der Bibliothek der University of Durham aufbewahrt- bzw. in den Archiven des Palestine Exploration Fund in London. Viele von Crowfoots Zeichnungen der Flora Nordostafrikas und des Nahen Ostens wurden nach ihrem Tod in Kew Gardens aufbewahrt. Einige der von ihr gesammelten palästinensischen Kostüme wurden dem inzwischen aufgelösten Museum of Mankind übergeben. Ein großer Teil von Crowfoots Sammlung von Textilien und Spinn- und Web-Gerätschaften wird im Textile Research Centre in Leiden aufbewahrt.

## Veröffentlichungen
Botanik
- Some desert flowers collected near Cairo. F. Diemer, Kairo 1914. 35 Tafeln.
- Flowering Plants of the Northern and Central Sudan. The Orphans’ Printing Press, Limited, Leominster 1928. 163 Zeichnungen.
- mit Louise Baldensperger: From Cedar to Hyssop: A study in the folklore of Plants in Palestine. The Sheldon Press, London 1932. 76 Tafeln (online).
- Some Palestine Flowers. 64 line drawings The Orphans’ Printing Press, Limited, Leominster 1933.

Textiles, other crafts and folk-tales
Nordafrika und Naher Osten
- mit H. Ling Roth: Models of Egyptian Looms. In: Ancient Egypt. 1921, Nr. 4, S. 97–101 (Digitalisat).
- A tablet woven band. In: Ancient Egypt. vol. Pt. 4. 1924: S. 98–100.
- Methods of hand spinning in Egypt and the Sudan. Bankfield Museum Notes, 2nd series, No 12, Halifax 1931.[23]
- Grace M. Crowfoot: Pots, ancient and modern. In: Palestine Exploration Fund Quarterly Statement 1932, S. 179–187 (Digitalisat).
- mit Phyllis M. Sutton: Ramallah embroidery. In: Embroidery. Bd. 3, 1935, Nr. 2, S. 25–37.
- mit J. W. Crowfoot: Samaria-Sebaste 2: Early Ivories. Palestine Exploration Fund, London 1938.
- mit Nina de Garis Davies: The tunic of Tut’ankhamun. In: The Journal of Egyptian Archaeology. Bd. 27, 1942, S. 113–130.
- Handicrafts in Palestine: Primitive Weaving. In: Palestine Exploration Quarterly. Bd. 75. Juli–Oktober 1943.
- Handicrafts in Palestine, 2: Jerusalem hammock cradles and Hebron rugs. In: Palestine Exploration Quarterly. Bd. 76, 1944.
- Folk Tales of Artas—I. In: Palestine Exploration Quarterly. Bd. 83, 1951, S. 156–168.
- Folk Tales of Artas—II. In: Palestine Exploration Quarterly. Bd. 84, 1952, S. 15–22.
- The linen textiles. In: D. Barthelemy, J. T. Milik (Hrsg.): Discoveries in the Judaean Desert, Vol I. Oxford University Press. Oxford 1955, S. 18–38.

Großbritannien
- Anglo-Saxon Tablet Weaving. In: The Antiquaries Journal Bd. 32, 1952, S. 189–191.
- Textiles, Basketry and Mats: In: C. Singer, E. J. Holmyard, A. R. Hall (Hrsg.): A History of Technology, Vol I. Oxford University Press, Oxford 1954, S. 414–447.
- The braids (1956). Tablet-woven braids from the vestments of St Cuthbert at Durham. In: C. F. Battiscombe: The Relics of Saint Cuthbert. Oxford University Press, Oxford 1956, S. 18–38.
- The textiles. Finds from Sutton Hoo ship burial by Elisabeth Crowfoot, expanding on earlier joint publications in 1951-2 by her mother and herself. In: Rupert Bruce-Mitford: The Sutton Hoo Ship Burial, Vol 3. British Museum Publications. London 1983, S. 409–479.